# Carta del Lavoro
La Carta del Lavoro (Carta del Treball) va ser una llei aprovada per Mussolini el 1927 l'objectiu principal de la qual era aplicar el feixisme a l'economia italiana, imposant un model corporativista. La Carta va ser promulgada pel Gran Consell Feixista i es va publicar al diari Il Lavoro d'Itàlia el 23 d'abril de 1927. La seva redacció va recaure principalment en Giuseppe Bottai, Secretari d'Estat d'Empreses. La Carta declara que l'empresa privada és la institució econòmica més eficaç, però que la intervenció de l'Estat seria legítima quan l'empresa privada fos deficient. Va servir de model al Fur del Treball del règim franquista espanyol.